# Carabao
Carabao är ett thailändskt band som bildades 1976. Det är den mest populära rockgruppen från Thailand någonsin. Bandet består 2012 av åtta medlemmar. Ytterligare fyra personer har tidigare varit med i bandet. Bandet är inte bara väldigt populärt i Thailand utan även i flera andra asiatiska länder. 
De spelar främst rock men har även blandat in folk, country, reggae och andra former av thailändsk musik. Deras låtar handlar ofta om sociala och politiska problem men de har även skrivit många kärlekssånger och filosofiska sånger.
Gruppens ledare är sångaren Yuenyong Opakul som har kinesiskt påbrå. Han är den enda i bandet som har medverkat på alla deras album och turnéer.

## Karriär

### Första åren
Gruppen bildades av Yuenyong Opakul (Aed) och Kirati Phromsaakhaa na Sakon Nakhon (Keo eller Khiao). De träffades medan de studerade i Filippinerna. Bandets namn, på det filippinska språket tagalog, betyder vattenbuffel. Även en tredje person var från första början med i bandet. Alla medlemmarna sjöng och spelade gitarr. När Aed återvände till Thailand slutade de spela tillsammans. Väl tillbaka i Thailand fortsatte Aed skriva låtar och spela musik. Efter att ha varit med några andra band bestämde han sig för att återuppliva Carabao så att han kunde ha sitt eget band. Han övertalade därmed Keo/Khiao att gå med igen.
Debutalbumet släpptes 1981 med titeln Lung Khii Maw. De hade ännu inte hittat fler medlemmar till bandet så Aed och Keo/Khiao lät några medlemmar från bandet "Hope", ett av de band som Aed spelat med i Thailand, spela trummor, gitarr och keyboard medan Aed sjöng och Keo/Khiao spelade bas. Albumet blandade genrerna rock och folk vilket inte var särskilt vanligt. Albumet sålde dock inte många exemplar.
Efter debutalbumet började Aed leta efter nya medlemmar till bandet så att de kunde framträda live. De hittade en ny gitarrist vid namn Preecha Chanapai (Lek). Lek hade tidigare varit med i ett band som hette "The President Band" och deras medlemmar hjälpte Carabao med sitt andra album Pae Khaai Khuat. Bandets basist Anupong Prathompatama (Ot) tog hand om basen vilket gjorde att Keo/Khiao kunde gå tillbaka till gitarr.

### Nationell framgång
Det var det tredje albumet Waniphok som gjorde Carabao känt i Thailand. Den första låten med samma titel som albumet blev en stor hit. Låten handlar om en blind gatumusikant. När deras fjärde album Th. Thahaan Ot Thon kom hade de också skaffat sig en permanent trummis vid namn Amnaat Luukjan (Pao).
Det femte albumet kom att bli deras mest populära och var det som gjorde dem till riktiga stjärnor i hemlandet. Albumet med titeln Made In Thailand släpptes 1984 och sålde fler än fyra miljoner exemplar. Den första låten med samma titel som albumet blev inte bara en hit i Thailand utan även i flera grannländer. Albumet innehåller en stor blandning av musikstilar som rock, folk, reggae och influenser av latino, samt flera thailändska stilar. Vid det här laget hade Carabao två ny medlemmar. De var Thanit Siiklindii (Ajaan) som spelade träblåsinstrument och Thierry Mekwattana som spelade gitarr och sjöng. Vid detta tillfälle var bandets medlemmar Aed, Lek, Thierry, Keo/Khiao, Ajaan, Ot och Pao, vilket ses som bandets klassiska uppställning av de flesta av deras fans.
Det fortsatte att gå bra för bandet men efter deras nionde album Thap Lang började bandet upplösas då medlemmar lämnade på jakt efter solokarriärer istället. De första att lämna Carabao var Thierry, Ajan och Pao som under en kort tid hade ett eget band tillsammans. Efter det tionde albumet Haam Chot Khwaai hade släppts 1990 meddelade bandet sin upplösning. Det tog dock inte lång tid innan Aed, Lek och Ot spelade tillsammans igen, denna gång med några nya musiker. De var Luechai Ngamsom (Duk) som spelade keyboard och Chuchat Nuduang (Ko). Från början kallades inte detta nya band för Carabao men Aed blev övertalad att återgå till det forna namnet och Carabao återskapades med den nya uppställningen. Aed var nu den enda av bandets originalmedlemmar som fortfarande var kvar. Efter det tolfte albumet Satcha 10 Prakaan lämnade Lek bandet och Kajonsak Hutawatthana (Mee) tog hans plats på gitarr.
Många av bandets fans var missnöjda med ändringarna i uppställningen, men trots detta släppte Carabao tre nya album i mitten av 90-talet och fortsatte att vara ett av landets mest dominanta band. Några hitsinglar på den här tiden var "Raeng Koi" och "Luang Phaw Khun".
År 1995 återförenades den klassiska banduppställningen i samband med bandets 15-årsjubileum. De spelade in ett dubbelalbum med titeln Haak Huachai Yang Rak Khwaai vilket blev bandets största hit på flera år. Albumet återupprättade deras status som Thailands största band. Återföreningen höll inte länge dock och den tidigare uppställningen fortsatte, även om Keo/Khiao hjälpte bandet på ett hörn.
Till det artonde albumet Ameerikan Anthaphaan som kom 1998 återvände Lek och Thierry. I och med detta bestod bandet av Aed, Lek, Thierry och Ot från den klassiska banduppställningen, samt Duk, Ko och Mee. Även två nya medlemmar gick med vid den här tiden. De var Thepajon Phanthuphongthai (Uan) och Sayaaphoon Singthoong (Nong).

### Senare åren
Sedan dess har bandet inte gjort några större förändringar i formationen förutom att Nong nyligen har lämnat gruppen. De har släppt flera album under 00-talet och tidigare medlemmar som Keo/Khiao och Pao har gjort ett par framträdanden med dem även om de inte officiellt är medlemmar i bandet. År 2007 släpptes 25 Pee Luk Lung Khee Mao i samband med deras 25-årsjubileum. De gjorde även ett flertal konserter i samband med detta.
Deras senaste album Ho släpptes år 2009. I slutet av 00-talet släpptes även tre livealbum och ett flertal andra samlingsalbum och karaokealbum.

## Diskografi

### Studioalbum
- 1981 - Lung Khii Maw
- 1982 - Pae Khaai Khuat
- 1983 - Waniphok
- 1983 - Th. Thahaan Ot Thon
- 1984 - Made In Thailand
- 1985 - Ameerikooi
- 1986 - Prachaathippatai
- 1987 - Welcome To Thailand
- 1988 - Thap Lang
- 1990 - Haam Chot Khwaai
- 1991 - Wichaa Phae
- 1992 - Satcha 10 Prakaan
- 1993 - Chang Hai
- 1994 - Khon Saang Chaat
- 1995 - Chaek Kluai...
- 1995 - Haak Huachai Yang Rak Khwaai
- 1997 - Senthaang Saai Plaa Daek
- 1997 - Che Yang Mai Taai
- 1998 - Ameerikan Anthaphaan
- 1998 - Phoo Juu Phoo Kin
- 2000 - Siam Lor Tue
- 2001 - Sao Bia Chang
- 2002 - Nak Soo Poo Ying Yai
- 2005 - Samakki Thailand
- 2007 - 25 Pee Luk Lung Khee Mao
- 2009 - Ho